# Sâmboleni, Cluj

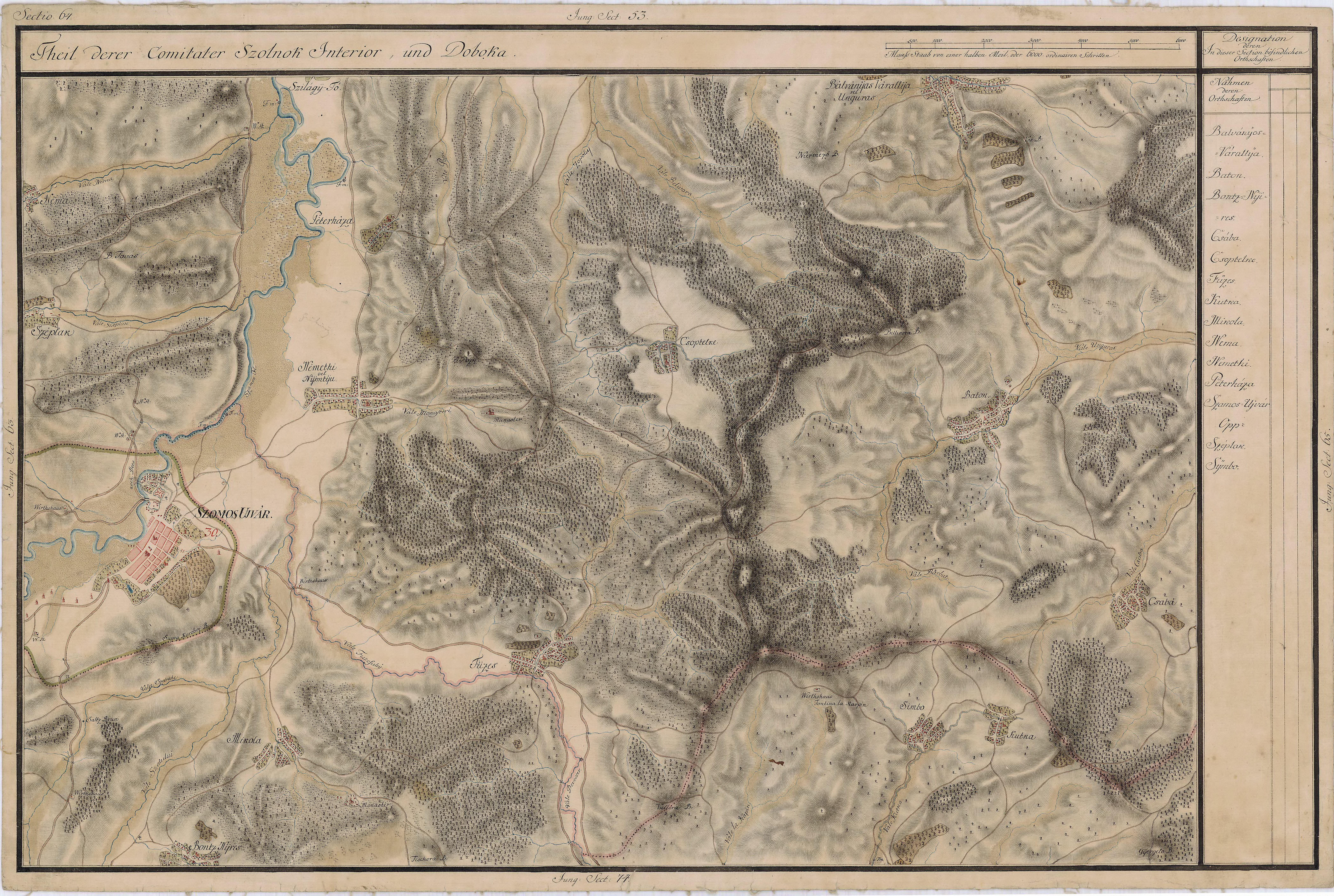
Sâmboleni pe Harta Iosefină a Transilvaniei, 1769-1773

Sâmboleni, mai demult Sâmbotelec, (în maghiară Mezőszombattelke) este un sat în comuna Cămărașu din județul Cluj, Transilvania, România.

## Imagini

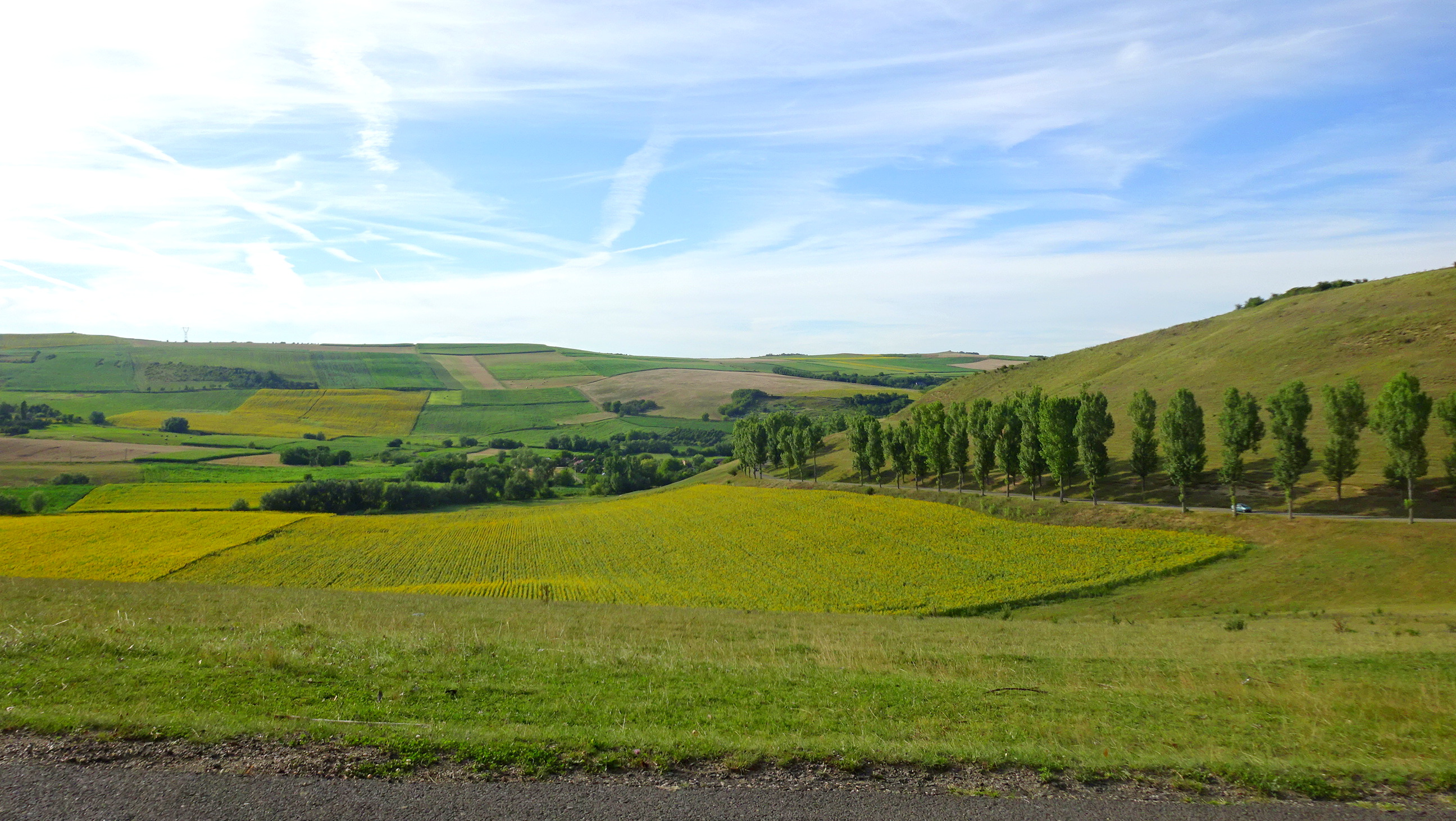
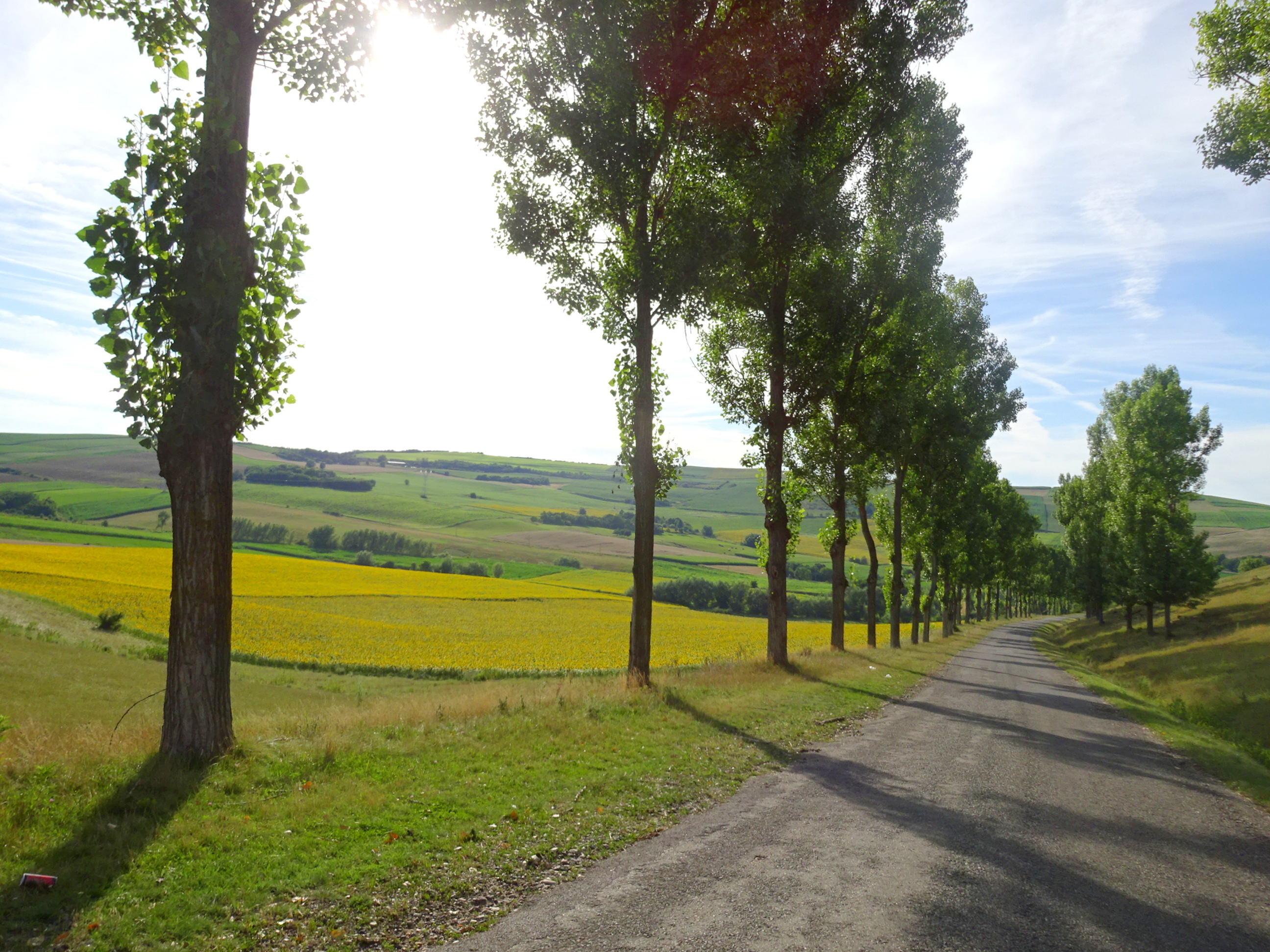
Drumul spre satul Sâmboleni
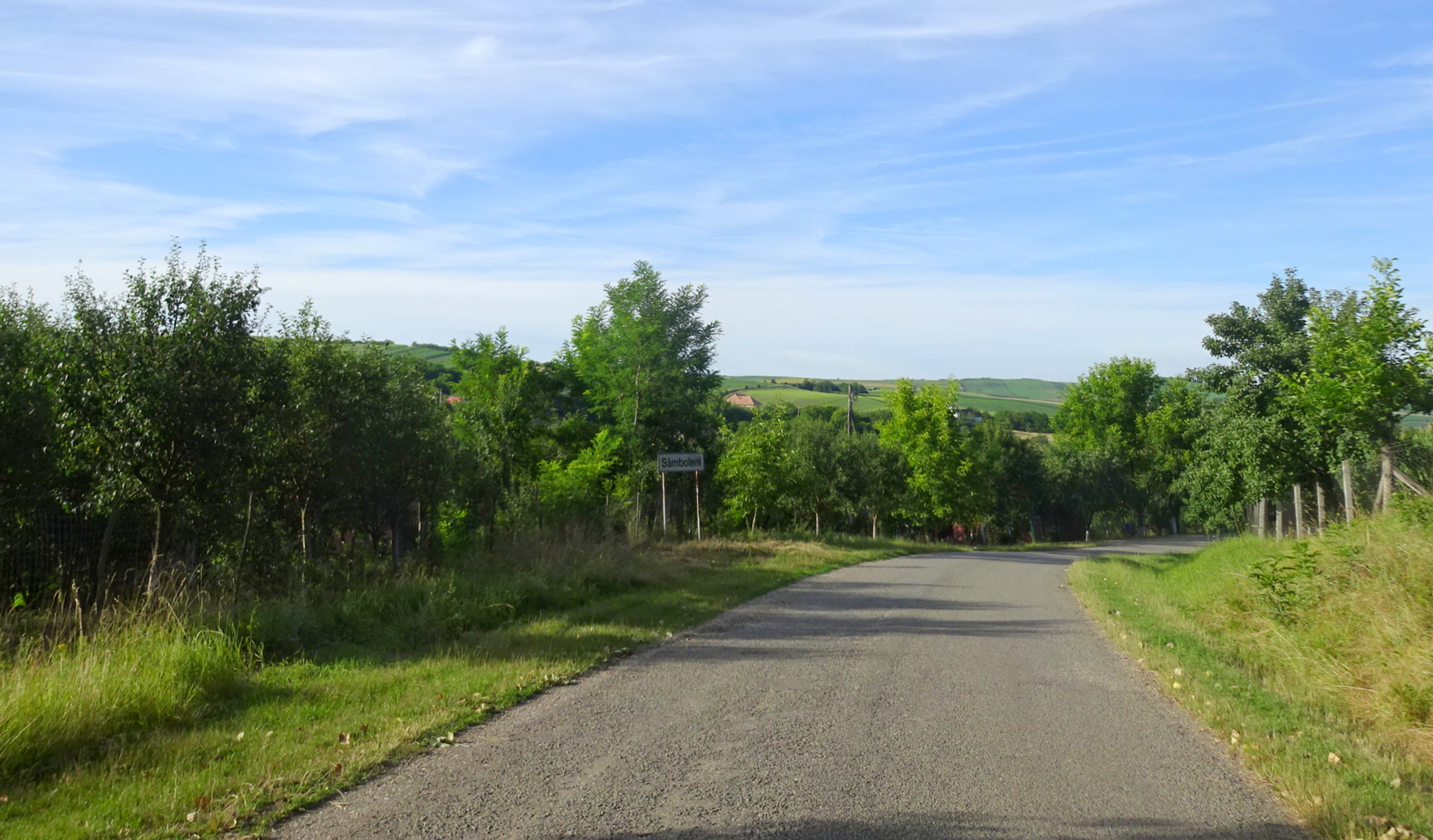
Intrarea în localitate
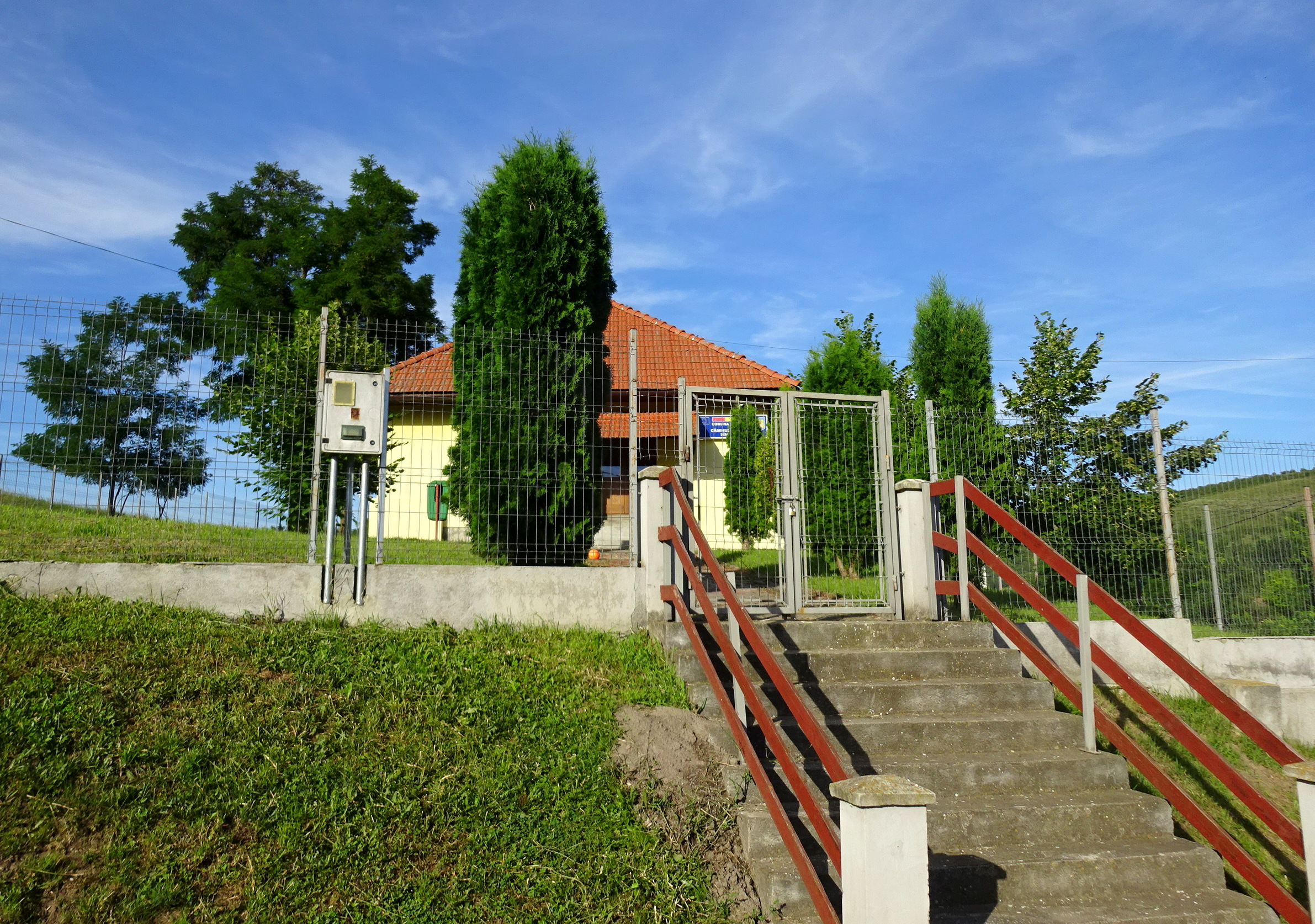
Căminul cultural
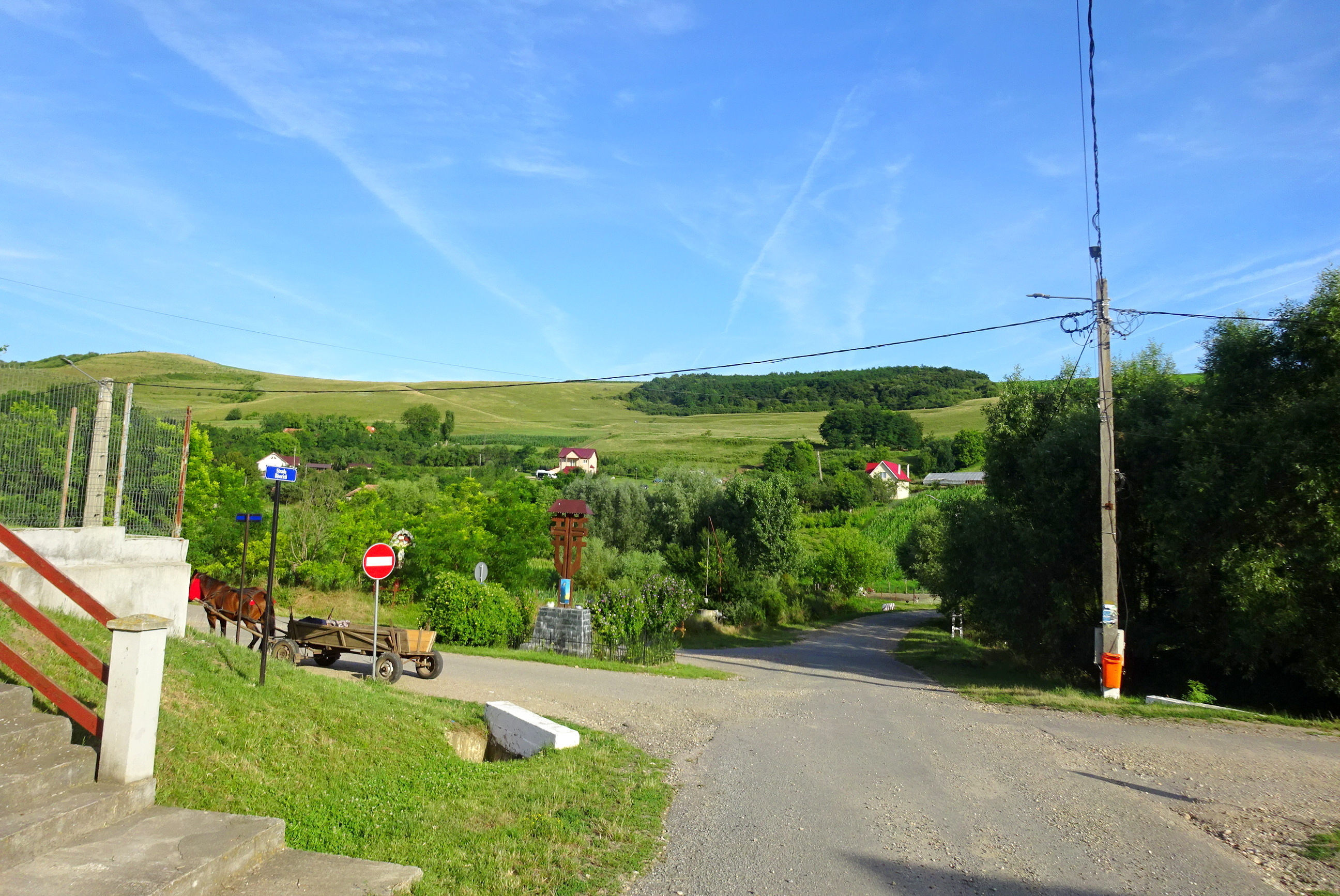
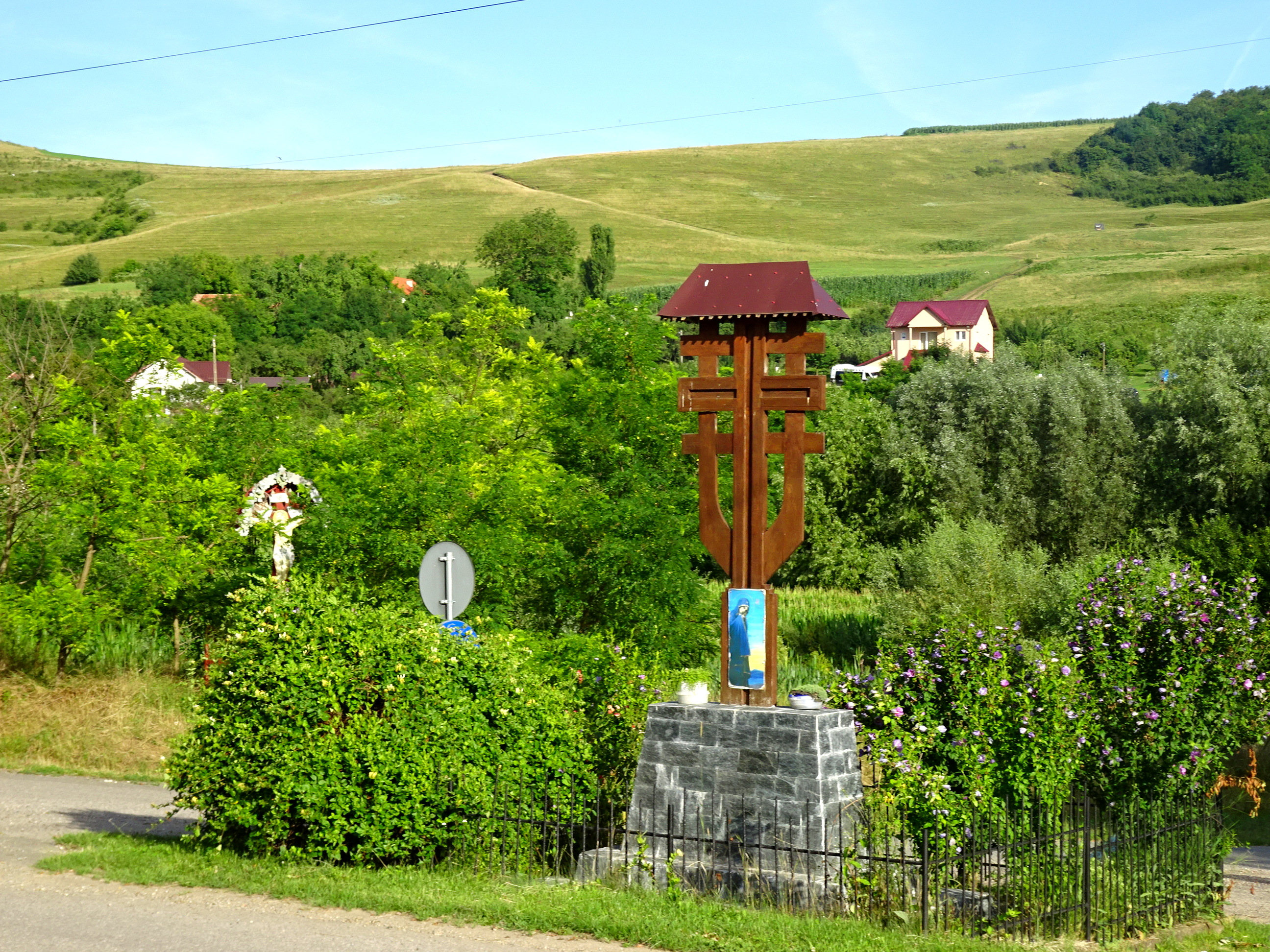
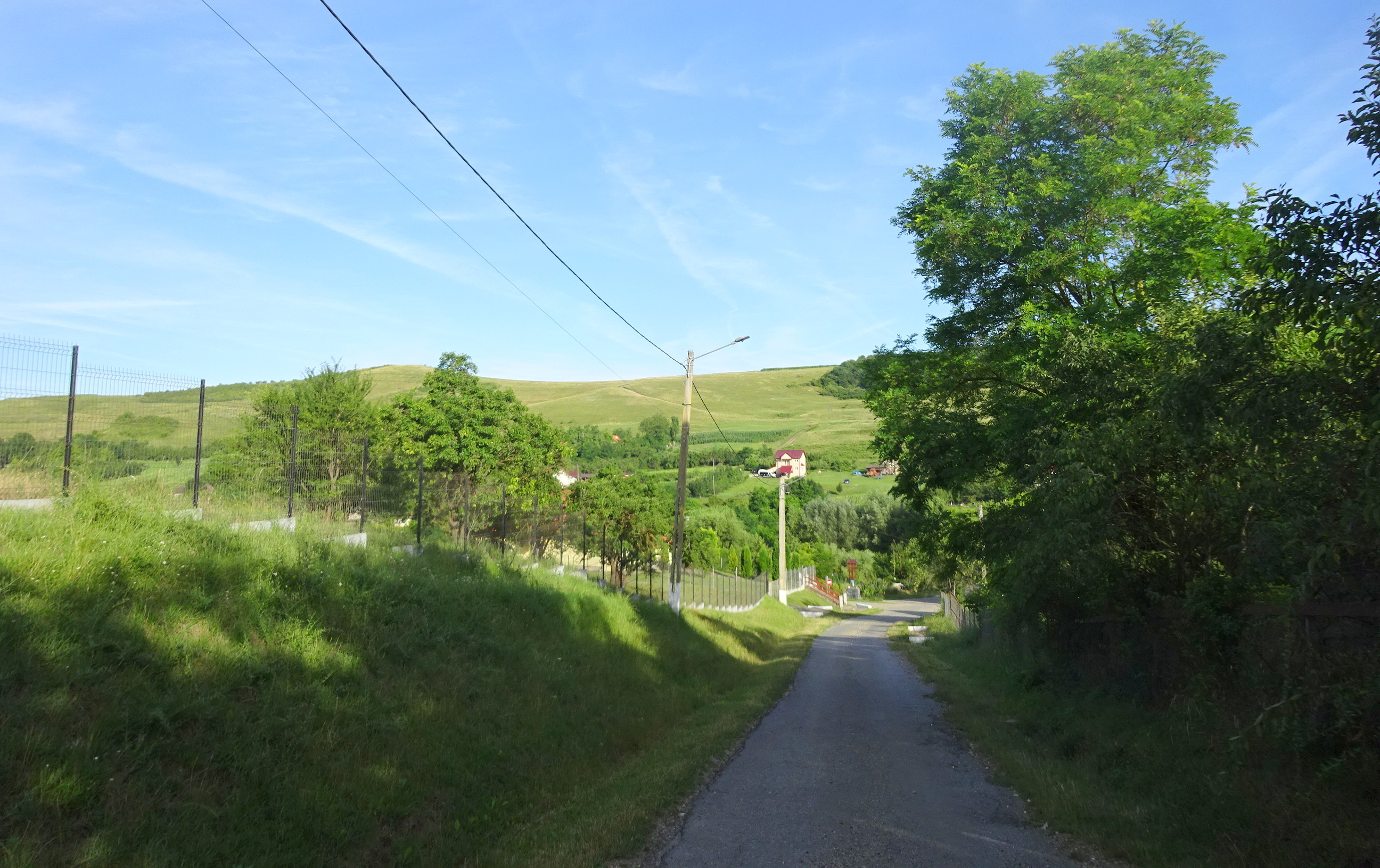
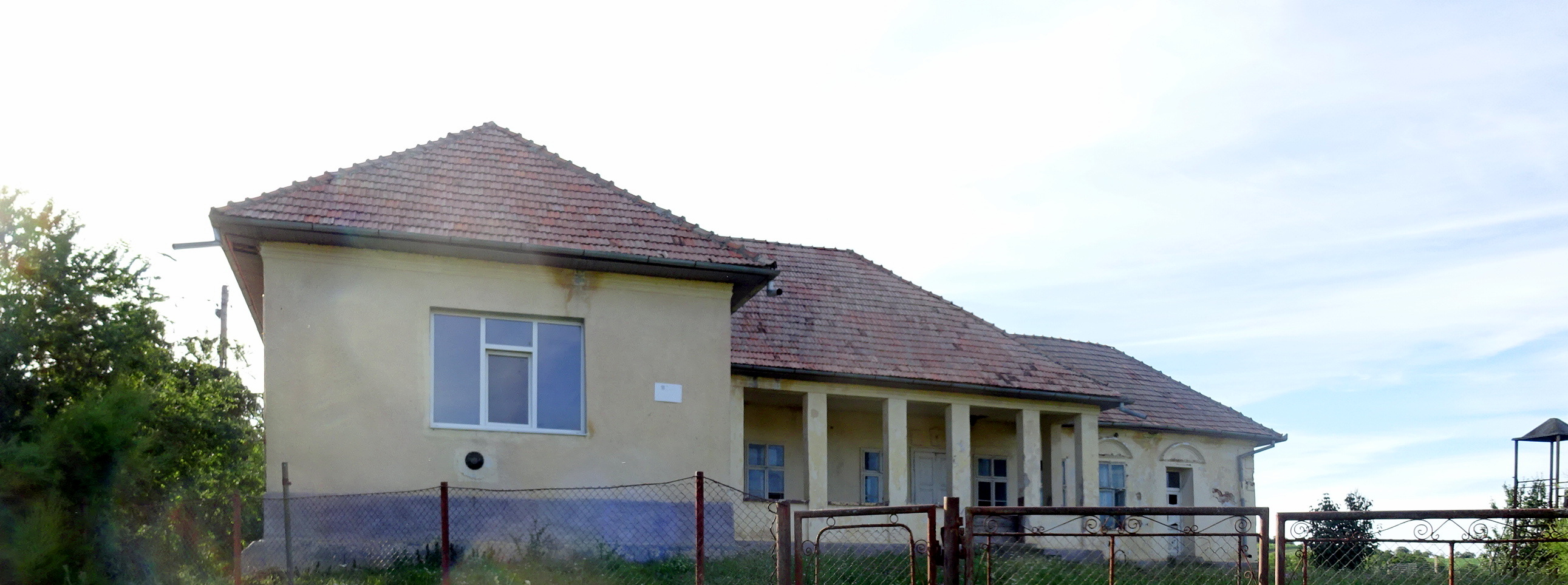
Clădirea fostei școli
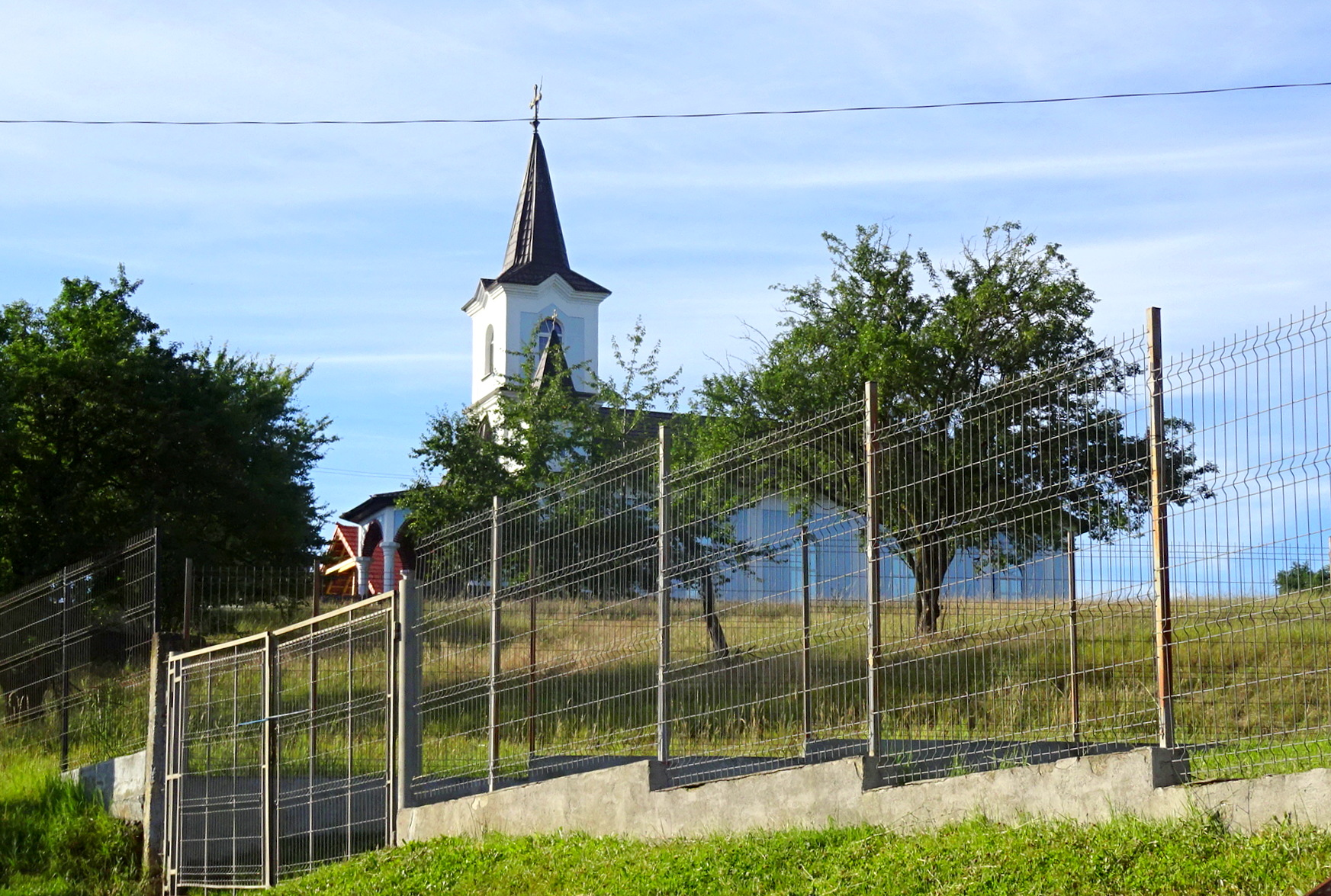
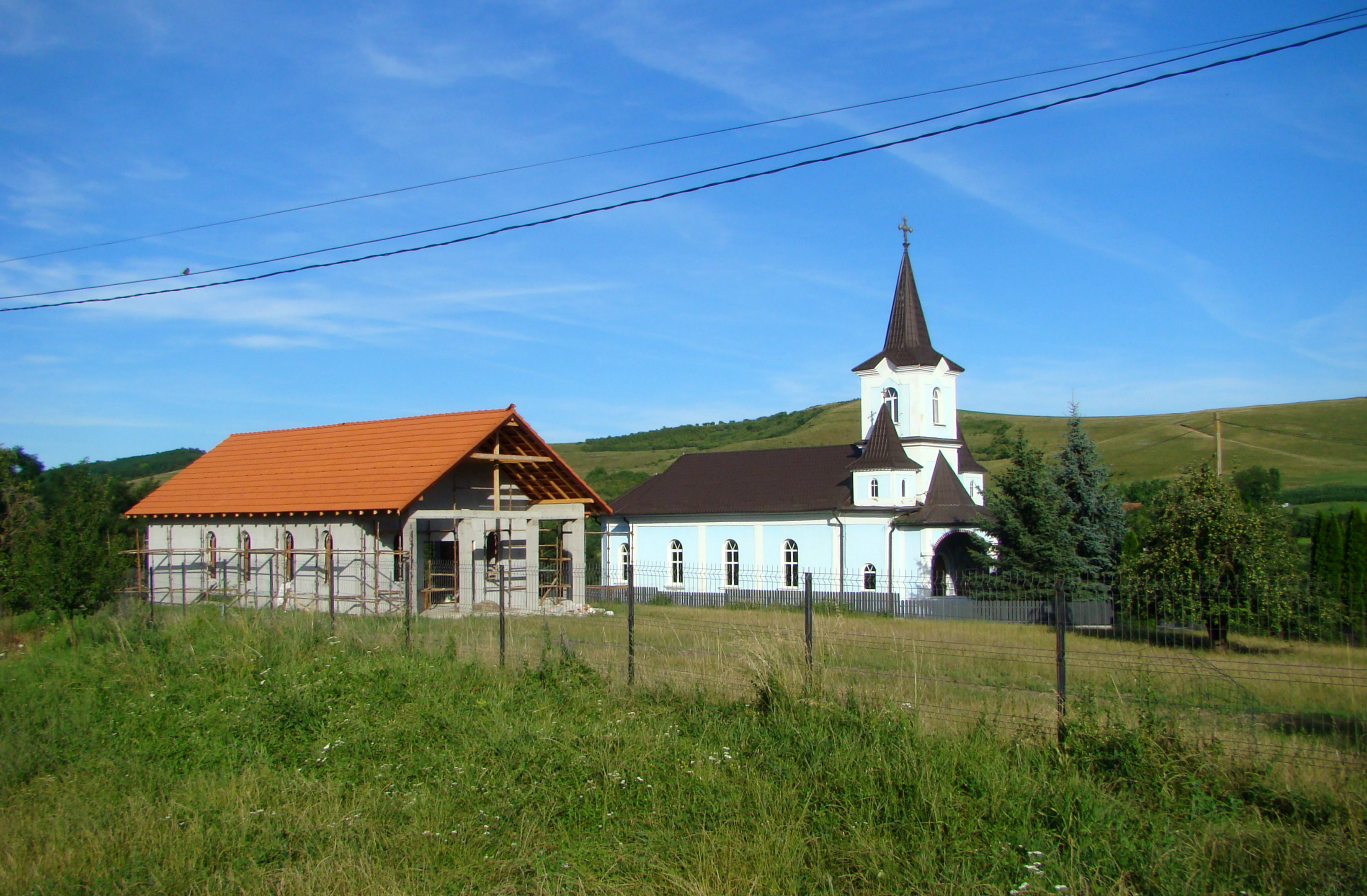
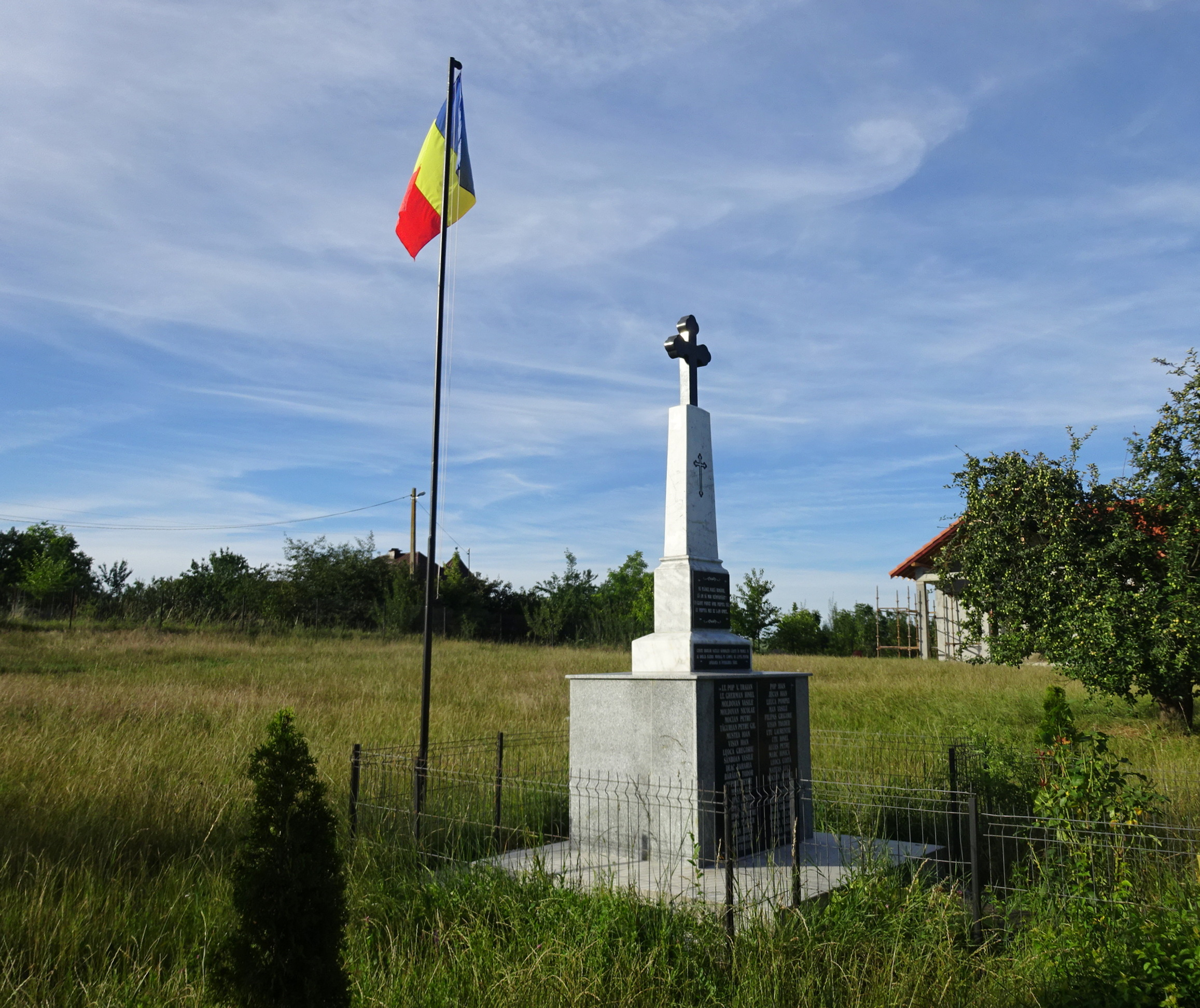
Monumentul eroilor
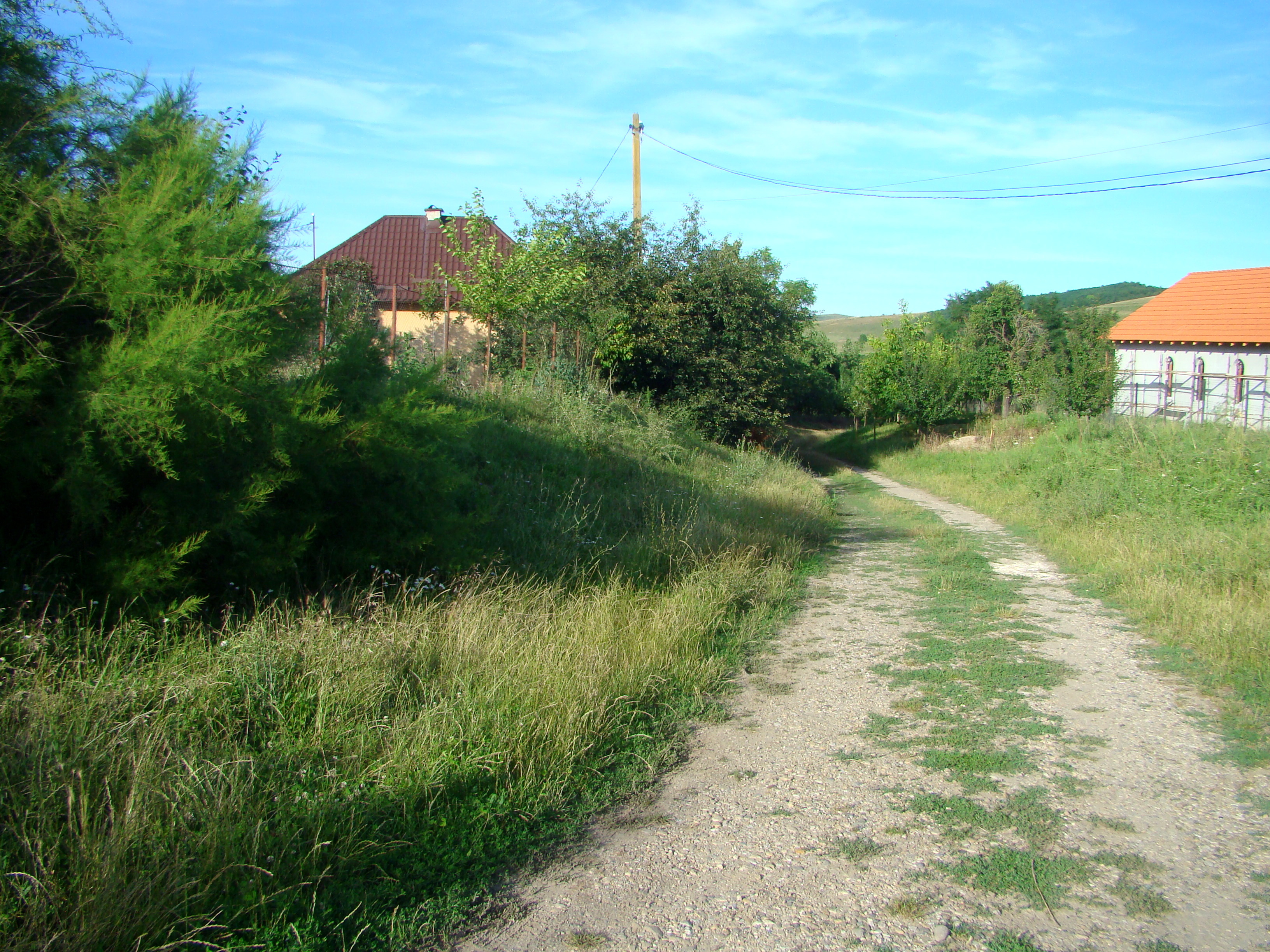